# Álvaro Pineda
Álvaro Pineda, född 9 november 1945 i Mexiko, död 18 januari 1975 i Arcadia i Kalifornien i USA, var en mexikansk galoppjockey som tävlade i USA. Han var äldre bror till Roberto Pineda.

## Karriär
Pineda var aktiv som jockey i Kalifornien. 1966 kom han på tvåa i jockeychampionatet på Del Mar Racetrack, för att sedan vinna championatet 1968. Han red en upplaga av Kentucky Derby, 1967, då han kom på 13:e plats.
Tillsammans med den argentinskfödde hingsten Figonero segrade han i Hollywood Gold Cup och Del Mar Handicap, där de slog världsrekord över 9 furlongs. 1974 tilldelades Pineda den prestigefyllda George Woolf Memorial Jockey Award, som tilldelas den jockey i amerikansk galoppsport som har sportsligt uppträdande både på och utanför banan.

### Död
I början av 1975, under tävlingar på Santa Anita Park i Arcadia, Kalifornien, avled Pineda av ett slag mot huvudet när hans häst, Austin Mittler, slet sig i startporten. Austin Mittler vippade över och Pineda krossade skallbenet mot grindens stålram.
Hans familj skulle drabbas av en liknande förlust bara tre år senare, då hans yngre bror Roberto, som även han var jockey, tävlade på Pimlico Race Course i Baltimore, Maryland, och avled av en olycka under ett lopp den 3 maj 1978.
Álvaro och hans bror Roberto är begravda på Forest Lawn Memorial Park i Glendale i Kalifornien.